# Coloncito
Coloncito é uma cidade venezuelana, capital do município de Panamericano.